# 日本とアイスランドの関係
日本とアイスランドの関係では、日氷関係、日本とアイスランドの二国間関係について記す。
両国は共に経済協力開発機構（OECD）の加盟国である。

## 歴史
1814年、アイスランドはデンマーク王国の領土となった。1867年に日本とデンマークは修好通商航海条約を結んで国交を樹立し、アイスランドと日本との間の貿易はデンマークを介して行われた。その後アイスランドは1944年にアイスランド共和国として独立し、1956年に日本と外交関係を樹立した。
1999年6月、当時の日本の小渕恵三内閣総理大臣が日・北欧首脳会談出席のため、日本の総理大臣として初めてアイスランドを公式訪問した。小渕は訪問中、レイキャヴィークに日本大使館を開設することを決定し、またアイスランドも日本に大使館を設置したい意向を示した。2001年、両国は互いの首都に大使館を開設した。また2003年には、在日アイスランド商工会議所も開設された。2005年、アイスランドは日本との自由貿易協定締結に向けての交渉を持ちかけた。2016年、国交樹立60周年を迎えた。

## 要人の往来
アイスランド政府要人の訪日
- ダヴィード・オッドソン首相（1994年、2003年）
- ハルドール・アウスグリムソン首相（2005年）

日本政府要人のアイスランド訪問
- 小渕恵三内閣総理大臣（1999年）

## 貿易
日本はアイスランドにとっての主要な貿易相手国であり、2016年時点では、アイスランドから日本への輸出額がおよそ174億円、輸入額がおよそ73億円で、100億円ほど日本の貿易赤字となっている。アイスランドから日本への輸出品はカラフトシシャモなど魚介類が中心であり、日本からの輸出品は自動車や機械製品などである。

## 文化・教育
2003年、アイスランド大学が日本語コースを開設した。これはアイスランドの大学では初めての、アジアの言語と文化を学ぶことができるコースである。日本においても、金沢大学人間社会学域人文学類言語文化コースなどアイスランド語を学ぶことができる大学が存在し、また京都大学や九州大学、岩手大学、西南学院大学、京都産業大学などはアイスランド大学と交流協定を締結し、交換留学などを行っている。

## 外交使節

### 駐日アイスランド大使・公使

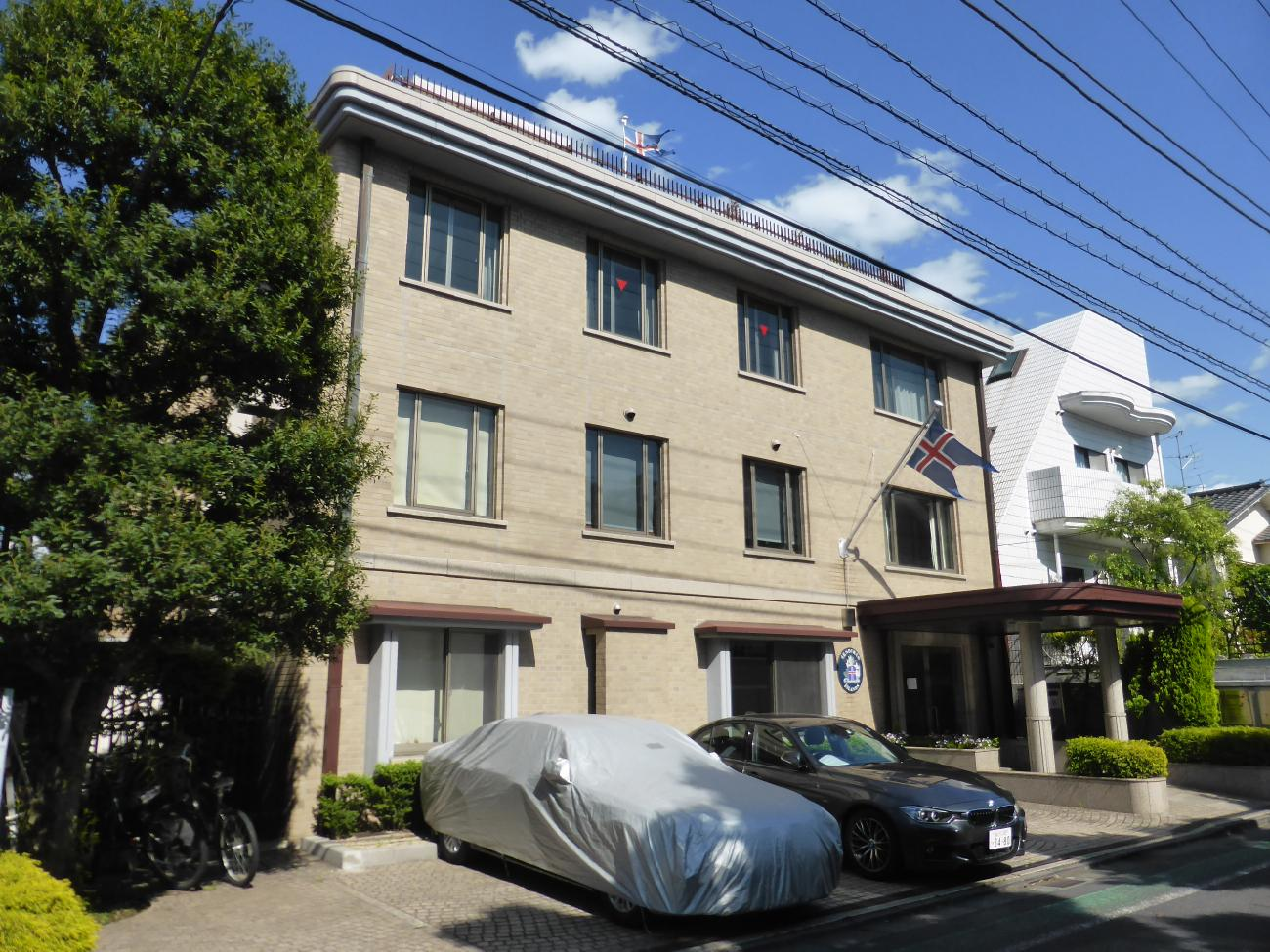
駐日アイスランド大使館（東京都港区高輪）

| 代 | 氏名                                 | 在任期間        | 官職名       | 備考                                                                                        |
| -- | ------------------------------------ | --------------- | ------------ | ------------------------------------------------------------------------------------------- |
| 1  | マグヌス・ヴィグニル・マグヌソン     | 1958年 - 1969年 | 特命全権公使 | 信任状捧呈は1960年5月26日 西ドイツ駐在兼任                                                  |
| 2  | アーニィ・トリッグヴァーサン         | 1969年 - 1976年 | 特命全権大使 | 信任状捧呈は1970年3月10日 西ドイツ駐在兼任                                                  |
| 3  | ペトゥール・トールステインソン       | 1976年 - 1988年 | 特命全権大使 | 信任状捧呈は10月8日                                                                         |
| 4  | ベネディクト・グロンダール           | 1988年 - 1990年 | 特命全権大使 | 信任状捧呈は3月24日 第24代アイスランド共和国首相                                            |
| 5  | オラフル・エギルソン                 | 1990年 - 1996年 | 特命全権大使 | 信任状捧呈は10月19日 ソ連常駐兼任～デンマーク常駐兼任(1994年より)～中国常駐兼任(1995年より) |
| 6  | ヒョルマール・ハンネソン             | 1996年 - 1998年 | 特命全権大使 | 信任状捧呈は11月28日 中国常駐兼任                                                           |
| 7  | オラフル・エギルソン                 | 1998年 - 2001年 | 特命全権大使 | 信任状捧呈は10月14日 中国常駐兼任                                                           |
| 8  | インギムンドゥール・シグフソン       | 2001年 - 2004年 | 特命全権大使 | 信任状捧呈は7月23日 駐日アイスランド大使館開設                                              |
|    | ベネディクト・ホスクルドソン         | 2004年          | 臨時代理大使 |                                                                                             |
| 9  | トーヅル・アイギル・オスカーソン     | 2004年 - 2008年 | 特命全権大使 | 信任状捧呈は9月7日                                                                          |
| 10 | ステファン・ラウルス・ステファンソン | 2008年 - 2013年 | 特命全権大使 | 信任状捧呈は8月21日                                                                         |
|    | (空席)                               | 2013年          |              |                                                                                             |
| 11 | ハンネス・ヘイミソン                 | 2013年 - 2018年 | 特命全権大使 | 信任状捧呈は9月4日                                                                          |
| 12 | エーリン・フリーゲンリング           | 2018年 - 2020年 | 特命全権大使 | 信任状捧呈は3月14日                                                                         |
|    | (空席)                               | 2021年          |              |                                                                                             |
| 13 | ステファン・ホイクル・ヨハネソン     | 2021年 - 2025年 | 特命全権大使 | 信任状捧呈は4月8日                                                                          |
|    | ラグナル・ソルバルダルソン           | 2025年 -        | 臨時代理大使 |                                                                                             |